# Hypotia concatenalis
Hypotia concatenalis is een vlinder uit de familie snuitmotten (Pyralidae). De wetenschappelijke naam is voor het eerst geldig gepubliceerd in 1858 door Lederer.
De soort komt voor in Europa.